# يوهان جوهانس هايدن
يوهان جوهانس هايدن (بالألمانية: Johann Evangelist Haydn)‏ (و. 1743 – 1805 م) هو مغني، ومغني أوبرا، وملحن ألماني، توفي في آيزنشتات، عن عمر يناهز 62 عاماً.